# Cibeureum Wetan
Cibeureum Wetan is een bestuurslaag in het regentschap Sumedang van de provincie West-Java, Indonesië. Cibeureum Wetan telt 3815 inwoners (volkstelling 2010).